# Maison Motais de Narbonne
La maison Motais de Narbonne est une maison remarquable de l'île de La Réunion, département d'outre-mer français dans le sud-ouest de l'océan Indien. Située au 18 rue Marius-Ary Leblond, dans le centre-ville de Saint-Pierre, elle sert de siège à la sous-préfecture de Saint-Pierre. Elle est inscrite à l'inventaire supplémentaire des Monuments historiques depuis le 6 avril 1989,.

## Historique
Cette maison a été construite en 1820 par Laurent Philippe Robin pharmacien puis propriétaire d'une sucrerie à la Ravine Blanche s'inspirant du néoclassicisme. Le nom Motais de Narbonne vient de la famille Motais de Narbonne propriétaire du lieu de 1911 à 1980. Elle a entretemps appartenu à la famille Chabrier propriétaire du domaine sucrier du Gol.